# Сатурнія велика
Сатурнія велика (павиноочка грушева, сатурнія грушева) (Saturnia pyri) — метелик родини Павиноочки. Найбільший нічний метелик Європи. Занесена до Червоної книги України.

## Ареал
Поширений у Північно-Західній Африці, Південній і частково Центральній та Східній Європі до південно-західної частини Росії, на Кавказі, в Малій Азії та в Ірані. В Україні трапляється майже повсюдно,крім  Полісся.

## Місце проживання
Ландшафти з великою кількістю чагарників і дерев, узлісся, парки, сади, плодові плантації.

## Метелик

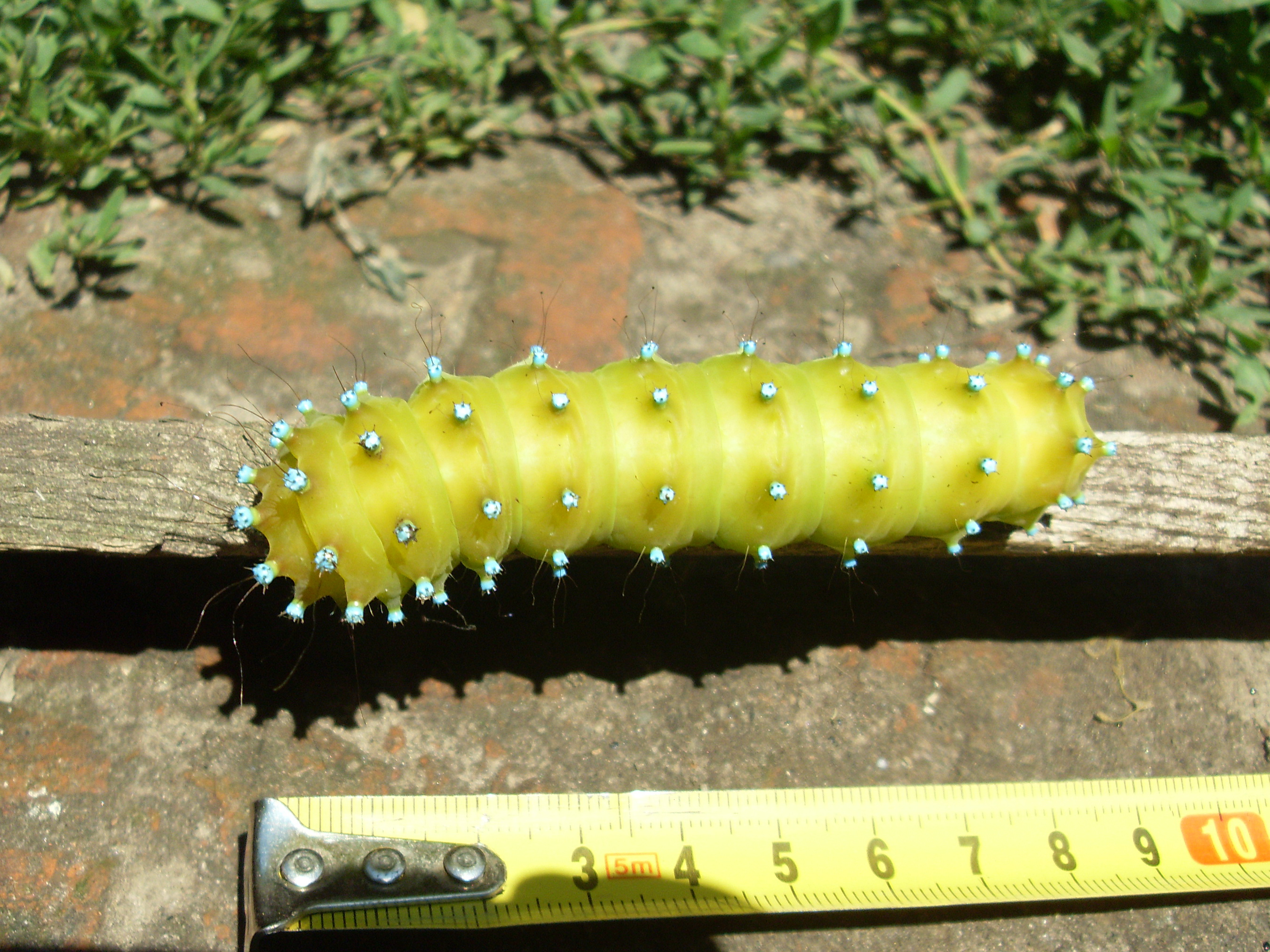
Гусениця (розмір в см)

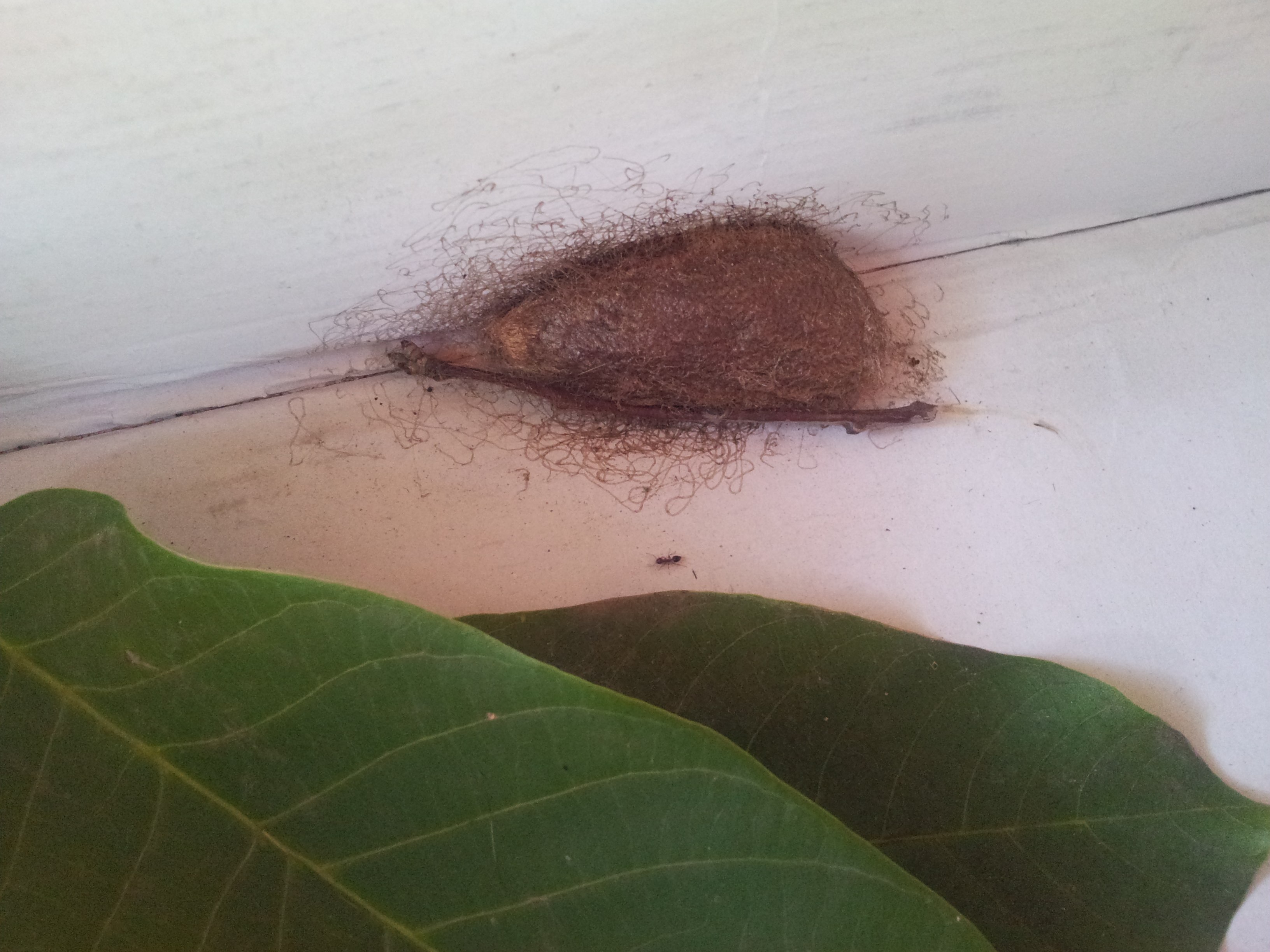
Лялечка в коконі

Найбільший метелик Європи. Розмах крил самця сягає 120 мм, самки — 150 мм. Статевий диморфізм невиразний. Крила буро-сірі. На кожному крилі є по одному великому вічку. Вічко чорне, облямоване охристорудим та чорним кільцями. Крила з кількома хвилястими лініями. Зовнішній край крил з чітко відокремленою кремовою облямівкою. Тіло та прикоренева частина крил опушені.
Метелики літають з травня до червня. Активні вночі. Самці часто літають і вдень. Французький ентомолог Жан Анрі Фабр виявив, що самці павиноочки грушевої можуть прилетіти на запах феромонів самки, що перебуває на відстані 10-11 кілометрів.

## Гусениця
Стадія гусениці з червня до серпня. Гусениці великі, зелені, з поперечними рядами блакитних бородавок, на кожній з яких розміщено віночок із маленьких волосків з двома довгими булавоподібними волосками в центрі. Перед заляльковуванням зелена гусениця набуває коричневого забарвлення.
Кормові рослини — плодові дерева різних листяних порід (яблуня, груша, вишня, слива, терен, волоський горіх, рідше — в'яз, ясен та ін.) Лялечка перебуває в яйцеподібному щільному коконі бурого кольору. Зимує лялечка.

## Охорона
Вид занесений до Червоної книги України як вразливий, чисельність якого незначна, лише на півдні країни в сприятливі роки локально є звичайним. Причини зменшення чисельності: знищення природних біотопів (чагарників, рідколісся тощо), застосування пестицидів у лісах, парках та садах.. Розмір компенсації (штрафу) за незаконне добування, знищення або пошкодження особин цього виду на території України 250 грн.

## Джерела

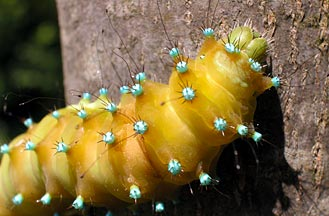
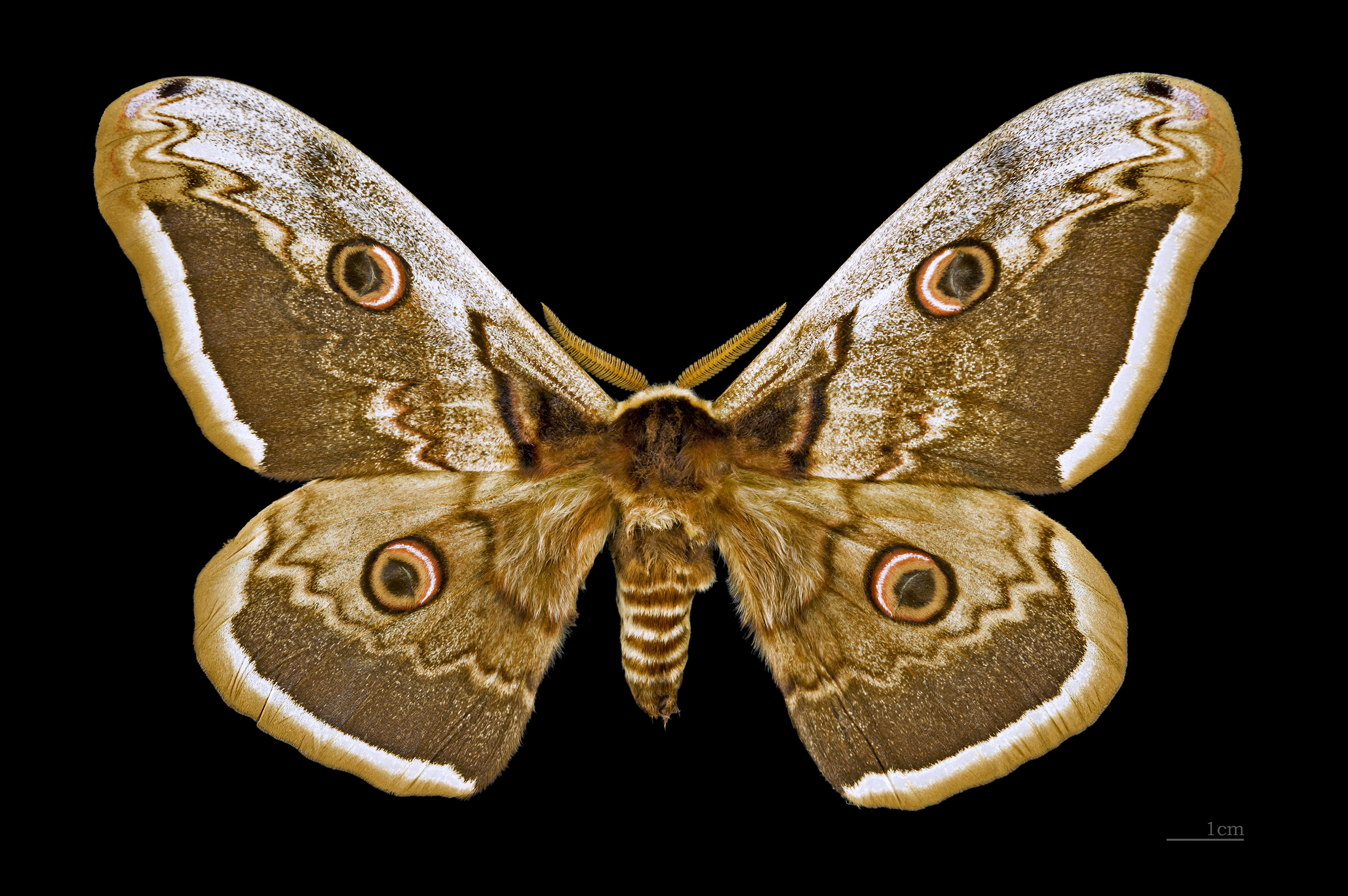
♂
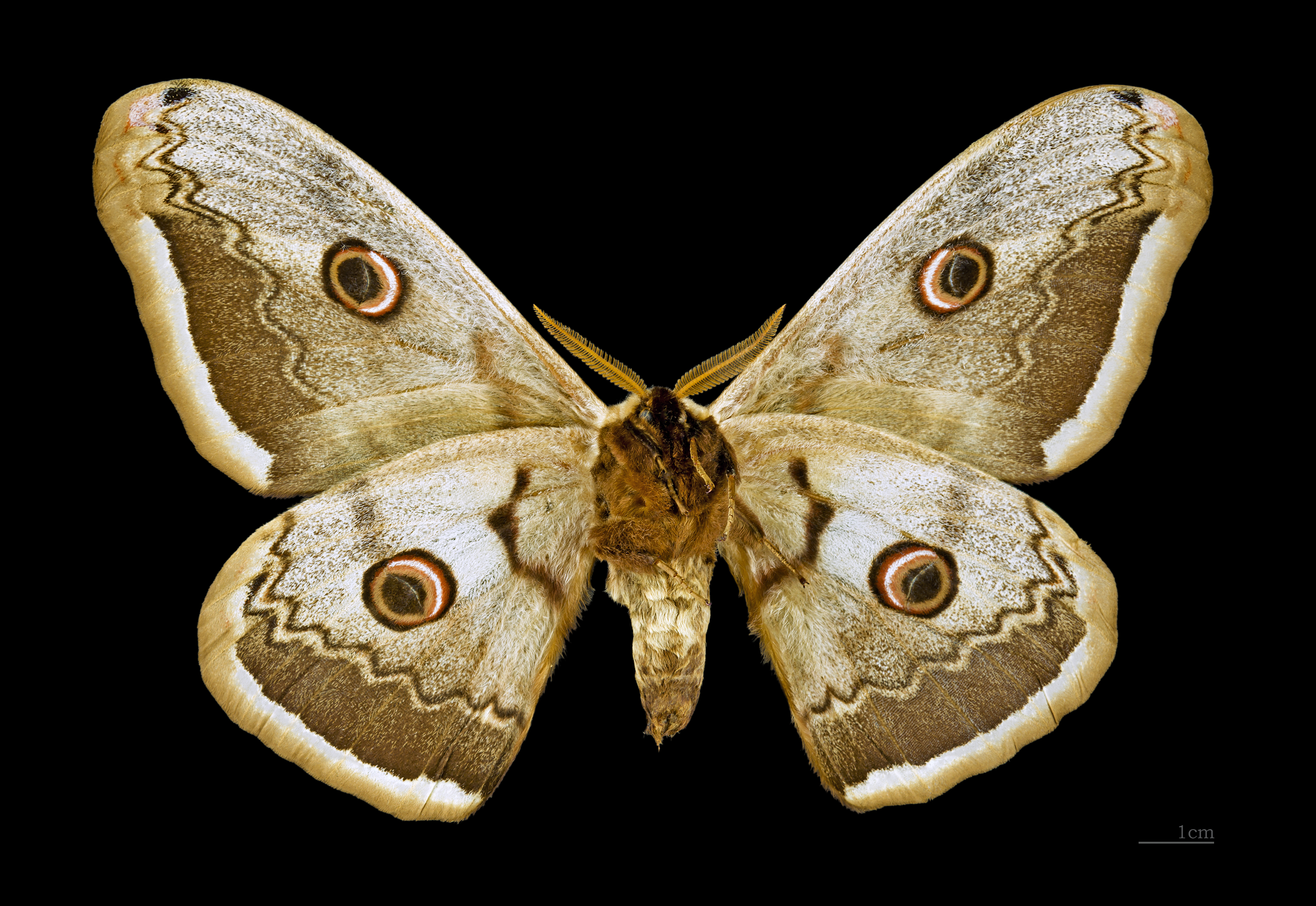
♂ △
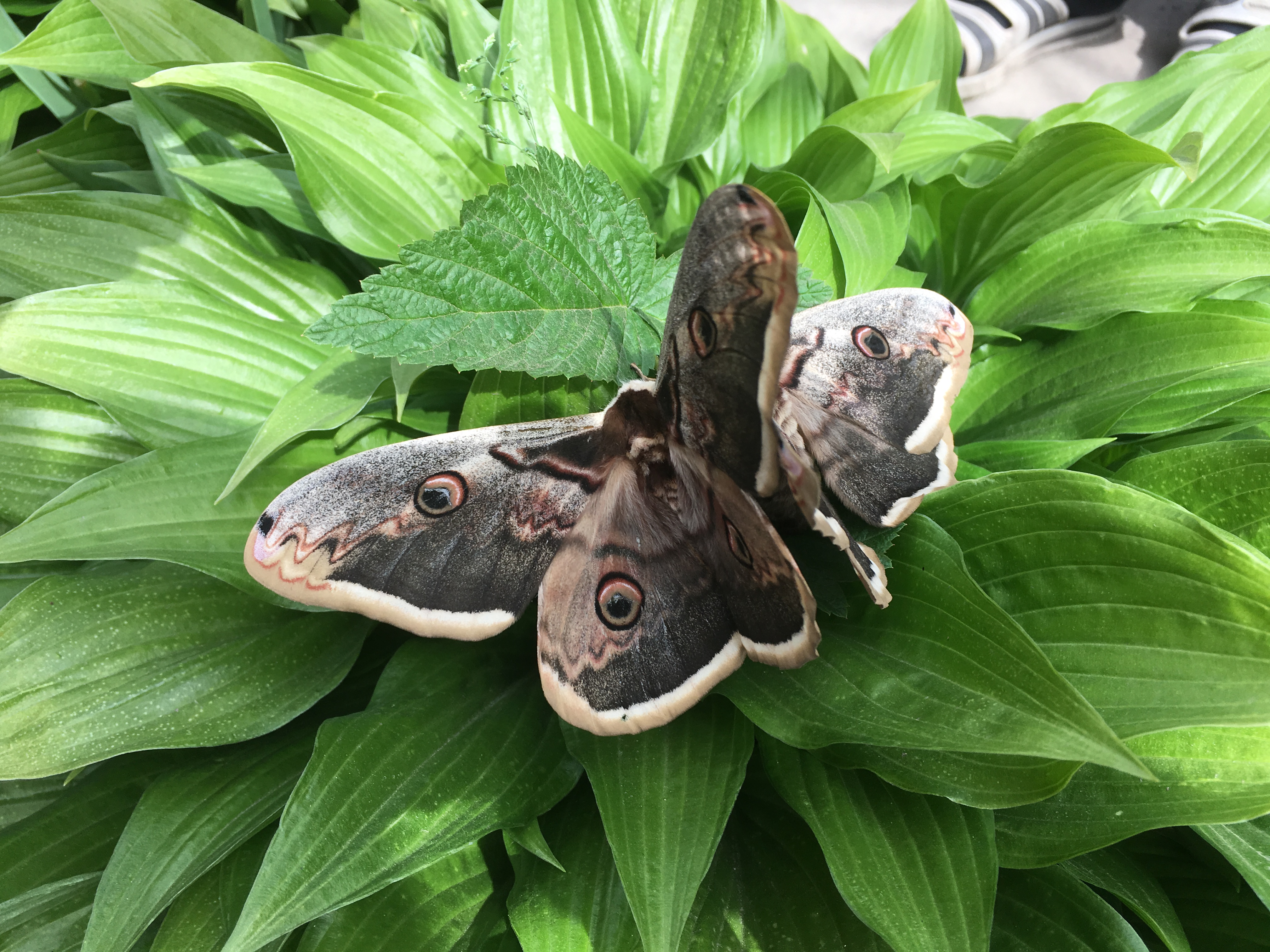
Спарювання